# Микрофон-82
«Mikrofons-82» (рус. Микрофон-82) — конкурс эстрадной песни, проходивший в Латвийской ССР в 1982 году в рамках ежегодного конкурса «Mikrofons».
Конкурс в 1982 году проводился в 11-й раз, и в 11-й раз победителем конкурса стала песня, написанная Раймондом Паулсом. После этого Паулс, во избежание кривотолков, принял решение не предлагать больше свои песни на конкурс «Микрофон», тем самым предоставив больше возможностей молодым авторам.
В ходе голосования в адрес Латвийского радио поступило более 50 000 писем.
Заключительный концерт конкурса прошёл в рижском Дворце спорта. Его запись была показана по Латвийскому телевидению; лучшие песни конкурса выпущены на двух грампластинках.
В связи с ужесточением идеологической политики в СССР при Андропове, в 1983 году конкурс «Микрофон» не был разрешён. Следующий конкурс был организован в 1984 году.

## Победители конкурса
Наибольшее количество голосов в 1982 году набрала песня «Cielaviņa» (рус. «Трясогузка»), написанная Раймондом Паулсом на стихи Леона Бриедиса, в исполнении актёра Яниса Паукштелло.
Первые 15 мест распределились следующим образом:
| Место | Название песни                                                  | Исполнитель                    | Автор музыки, автор текста                |
| ----- | --------------------------------------------------------------- | ------------------------------ | ----------------------------------------- |
| 1     | Cielaviņa рус. Трясогузка                                       | Янис Паукштелло                | Раймонд Паулс Леонс Бриедис               |
| 2     | Kad nekas nav palicis tevī рус. Когда в тебе ничего не осталось | группа «Credo»                 | Раймонд Паулс Леонс Бриедис               |
| 3     | Zīlīte рус. Синичка                                             | группа «Līvi»                  | Эрикс Кигелис Эдвардс Трейманис-Зваргулис |
| 4     | Smaidas рус. Отчий дом                                          | Нора Бумбиере, Виктор Лапченок | Раймонд Паулс Леонс Бриедис               |
| 5     | Mīļā Magonīt! рус. Милая моя                                    | Виктор Лапченок, ВИА «Modo»    | Зигмарс Лиепиньш Каспарс Димитерс         |
| 6     | Ceļojums рус. Путешествие                                       | Имантс Ванзович, ВИА «Modo»    | Зигмарс Лиепиньш Каспарс Димитерс         |
| 7     | Piezvani man рус. Позвони мне                                   | Адрианс Кукувас, ВИА «Тип-топ» | Имантс Паура Дагния Дрейка                |
| 8     | Solījums рус. Обещание                                          | Улдис Стабулниекс              | Улдис Стабулниекс Петерис Зирнитис        |
| 9     | Dziesma par spēli рус. Песня об игре                            | ВИА «Sīpoli»                   | Мартиньш Браунс Янис Петерс               |
| 10    | Nav mīla jāmeklē рус. Не ищите любовь                           | Ингус Петерсонс                | Унгарс Савицкис Харийс Галиньш            |
| 11    | Ilgošanās рус. Смятение                                         | Айя Кукуле                     | Раймонд Паулс Леонс Бриедис               |
| 12    | Nepareizā dziesma рус. Неправильная песенка                     | ВИА «Далдери»                  | Раймонд Паулс Янис Петерс                 |
| 13    | Dedz, zvaizgne, dedz рус. Гори, звезда, гори                    | Жорж Сиксна                    | Раймонд Паулс Леонс Бриедис               |
| 14    | Mana neveiksminiece рус. Недотёпушка моя                        | Каспарс Димитерс               | Каспарс Димитерс                          |
| 15    | Akas рус. Колодцы                                               | Ингус Петерсонс                | Иварс Вигнерс Лаймонис Вацземниекс        |

## Диски с песнями конкурса
По итогам конкурса «Микрофон-82» Всесоюзная фирма грамзаписи «Мелодия» в 1983 году выпустила два диска (гигант и миньон) с 15 песнями из числа победителей конкурса (С60 19689 005 и С62 19647 000). В 1984 году диск-гигант был выпущен дополнительным тиражом.
| Диск-гигант Сторона 1: 1. Трясогузка (3:26) 2. Когда в тебе ничего не осталось (2:39) 3. Синичка (3:13) 4. Отчий дом (3:47) 5. Милая моя (3:49) 6. Путешествие (3:09) Сторона 2: 7. Обещание (3:14) 8. Песня об игре (3:53) 9. Не ищите любовь (3:25) 10. Смятение (3:48) 11. Колодцы (3:32) | Миньон Сторона 1: 1. Недотёпушка моя (2:41) 2. Позвони мне (4:37) Сторона 2: 3. Неправильная песенка (2:15) 4. Гори, звезда, гори (4:06) |